# Кетлін Геддл
Кетлін Геддл (англ. Kathleen Heddle, 27 листопада 1965 — 11 січня 2021) — канадська академічна веслувальниця.
Олімпійська чемпіонка 1992 (розпашні двійки без стернової), 1992 (вісімки), 1996 (парні двійки) років, бронзова призерка 1996 року в складі парної четвірки.